# Svaz modelářů České republiky
Svaz modelářů České republiky z.s. je zapsaným spolkem klubů s působností na celém území České republiky.
Svaz modelářů sdružuje letecké, lodní, automobilové, raketové, železniční modeláře a stavitele plastikových modelů ve více než 400 klubech s členskou základnou přes 7000 členů včetně mládeže, která představuje 1/3 základny.
Posláním Svazu modelářů je organizování, podpora a propagace modelářského sportu v oblastech vrcholového, výkonnostního a masového sportu a prací s mládeží. Modelářství umožňuje občanům a zejména mládeži účelné využívání volného času.
Tato činnost má dvě stránky:
- technickou: rozvíjí technické myšlení, rozvíjí teoretické znalosti, dovednosti a zručnosti
- sportovní: cílevědomost při soutěžích, pohyb ve volné přírodě, který přispívá ke zvyšování celkové fyzické zdatnosti a kondici, rozvoji koordinačních schopností.

Jednotlivé odbornosti vzhledem ke značné rozdílnosti sportovních pravidel, soutěžních systémů a příslušností k více mezinárodním organizacím, pracují samostatně, takže v rámci svazu v podstatě působí 6 samostatných svazů.

## Odbornosti
- Klub leteckých modelářů ČR https://svazmodelaru.cz/klem/
- Klub lodních modelářů ČR
- Klub raketových modelářů ČR
- Klub automobilových modelářů ČR
- Klub železničních modelářů ČR
- Klub plastikových modelářů ČR

## Oblast práce s mládeží
V této oblasti jsou organizačně a finančně zabezpečovány postupové soutěže žáků od krajských soutěží až po mistrovství České republiky. Hlavním úkolem svazu modelářů je zabezpečení soutěží po stránce sportovní a technické. Svaz modelářů dále pořádá a finančně zabezpečuje soustředění talentované mládeže jejíž příprava navazuje na oblast výkonnostního a vrcholového sportu.

## Oblast výkonnostního sportu
V této oblasti svaz modelářů organizačně zabezpečuje téměř 60 mistrovství ČR a současně finančně přispívá. Mistrovství jsou zajišťována zejména v mezinárodních kategoriích, jako návaznost na MS a ME. Pro širokou sportovní veřejnost jsou pořádány veřejné soutěže. Pro zajištění těchto soutěží jsou vydávány organizační pokyny, sportovní a stavební pravidla, je zabezpečována příprava sportovních funkcionářů (rozhodčích, bodovačů apod.).

## Oblast vrcholového sportu
Do systému státní reprezentace a tím do vrcholového sportu jsou zařazeny modelářské odbornosti:
- letecké, raketové, lodní, automobilové a železniční modelářství.

Svaz modelářů zabezpečuje organizačně a finančně přispívá na účast sportovců jednotlivých modelářských kategorií na MS a ME. Každoročně obsazujeme svými sportovci téměř všechna vypsaná MS a ME (cca 18 soutěží) včetně juniorů.

## Oblast organizační
V této oblasti Svaz metodicky řídí činnost svých modelářských klubů, včetně vydávání informačních zpravodajů, sportovních kalendářů, soutěžních a stavebních pravidel všech modelářských odborností.
Svaz modelářů pro své členy zabezpečuje pojištění z odpovědnosti proti možným škodám, způsobeným během soutěží a tréninku třetím osobám.